# Skylarking
Pour la chanson et les albums d'Horace Andy portant ce titre, voir Horace Andy.
Albums de XTC
The Big Express
(1984) Oranges and Lemons
(1989)
Singles
1. Grass
Sortie : août 1986
2. The Meeting Place
Sortie : février 1987
3. Dear God
Sortie : juin 1987

Skylarking est le huitième album du groupe XTC, sorti en octobre 1986.
L'album est cité dans l'ouvrage de référence de Robert Dimery « 1001 albums qu'il faut avoir écoutés dans sa vie ».

## Titres
Toutes les chansons sont d'Andy Partridge, sauf mention contraire.

### Face 1
1. Summer's Cauldron – 3:19
2. Grass (Colin Moulding) – 3:05
3. The Meeting Place (Moulding) – 3:14
4. That's Really Super, Supergirl – 3:21
5. Ballet for a Rainy Day – 2:50
6. 1000 Umbrellas – 3:44
7. Season Cycle – 3:21

### Face 2
1. Earn Enough for Us – 2:54
2. Big Day (Moulding) – 3:32
3. Another Satellite – 4:15
4. Mermaid Smiled – 2:26
5. The Man Who Sailed Around His Soul – 3:24
6. Dying (Moulding) – 2:31
7. Sacrificial Bonfire (Moulding) – 3:49

À l'origine, la chanson Dear God ne figurait pas sur l'album, mais le succès qu'elle rencontre aux États-Unis incite Geffen Records à éditer une nouvelle version de Skylarking incluant Dear God en treizième position, mais sans Mermaid Smiled, supprimée pour lui laisser la place. L'édition remasterisée de l'album parue en 2001 inclut Mermaid Smiled à sa position originale et inclut Dear God en titre bonus.

## Musiciens
- Andy Partridge : guitare, chant
- Colin Moulding : basse, chant
- Dave Gregory : guitare, claviers, arrangements, chant

Avec :
- Prairie Prince : batterie
- Todd Rundgren : claviers (1, 2, 4), arrangements, chœurs
- Mingo Lewis : percussions (11, 12)
- John Tenney : violon
- Emily Van Valkenburgh : violon
- Rebecca Sebring : alto
- Teressa Adams : violoncelle
- Charlie McCarthy : saxophones, flûte
- Bob Ferriera : saxophone ténor, piccolo, clarinette basse
- Dave Bendigkeit : trompette
- Dean Hubbard : trombone
- Jasmine Veillette : chant (Dear God)